# Leobaldo Pereira
Leobaldo Pereira (n. 31 iulie 1972, Martí⁠(d), Matanzas Province⁠(d), Cuba) este un canoist ce a reprezentat Cuba, medaliat olimpic. A participat la o ediție a Jocurilor Olimpice (2000) în care a câștigat o medalie de argint.

## Participări
Lista de mai jos prezintă principalele competiții la care a participat Leobaldo Pereira de-a lungul carierei.
- canoeing at the 2000 Summer Olympics – men's C-2 1000 metres[*]